# Isabelle Geiss
Isabelle Geiss (* 4. Mai 1998 in München) ist eine deutsche Schauspielerin.

## Leben
Isabelle Geiss besucht seit September 2018 die Schauspielschule Zerboni in München. Nachdem Geiss 2018 bei der Sat.1-Serie Meine Klasse – Voll das Leben in der Nebenrolle der Sammy zu sehen war, spielte sie im ZDF TV-Magazin Aktenzeichen XY … ungelöst in einem der nachgestellten Fälle die Nebenrolle der Ute (2019). Deutschlandweit bekannt wurde sie durch ihre Hauptrolle der Nika Färber, in welcher Geiss seit Ende Dezember 2019 bei der RTL-Daily Soap Unter uns zu sehen ist. Außerdem singt sie mit ihrer Schwester Amelie bei Dani DeLion (ehemals Fleur en Fleur), einem Musikprojekt von Geschwisterpaaren in München.

## Filmografie (Auswahl)
- 2018: Meine Klasse – Voll das Leben als Sammy
- 2019: Aktenzeichen XY … ungelöst als Ute
- seit 2019: Unter uns als Nika Färber (ab Folge 6263)[4]
- 2022: Der Schiffsarzt (Fernsehserie)